# Thiago Marin
Thiago Marin Martir (Brasilia, 3 novembre 1984) è un ex calciatore brasiliano, di ruolo centrocampista.

## Carriera
Ha giocato sempre in Brasile, eccezion fatta per una stagione nella seconda serie greca.